# Combat de Mars contre Minerve
Combat de Mars contre Minerve ou Combat de Minerve contre Mars, est une huile sur toile de Jacques Louis David peinte en 1771 qui évoque la dispute de ces deux divinités de l'Antiquité grecque sur le sort de Troie.

## Historique de l'œuvre

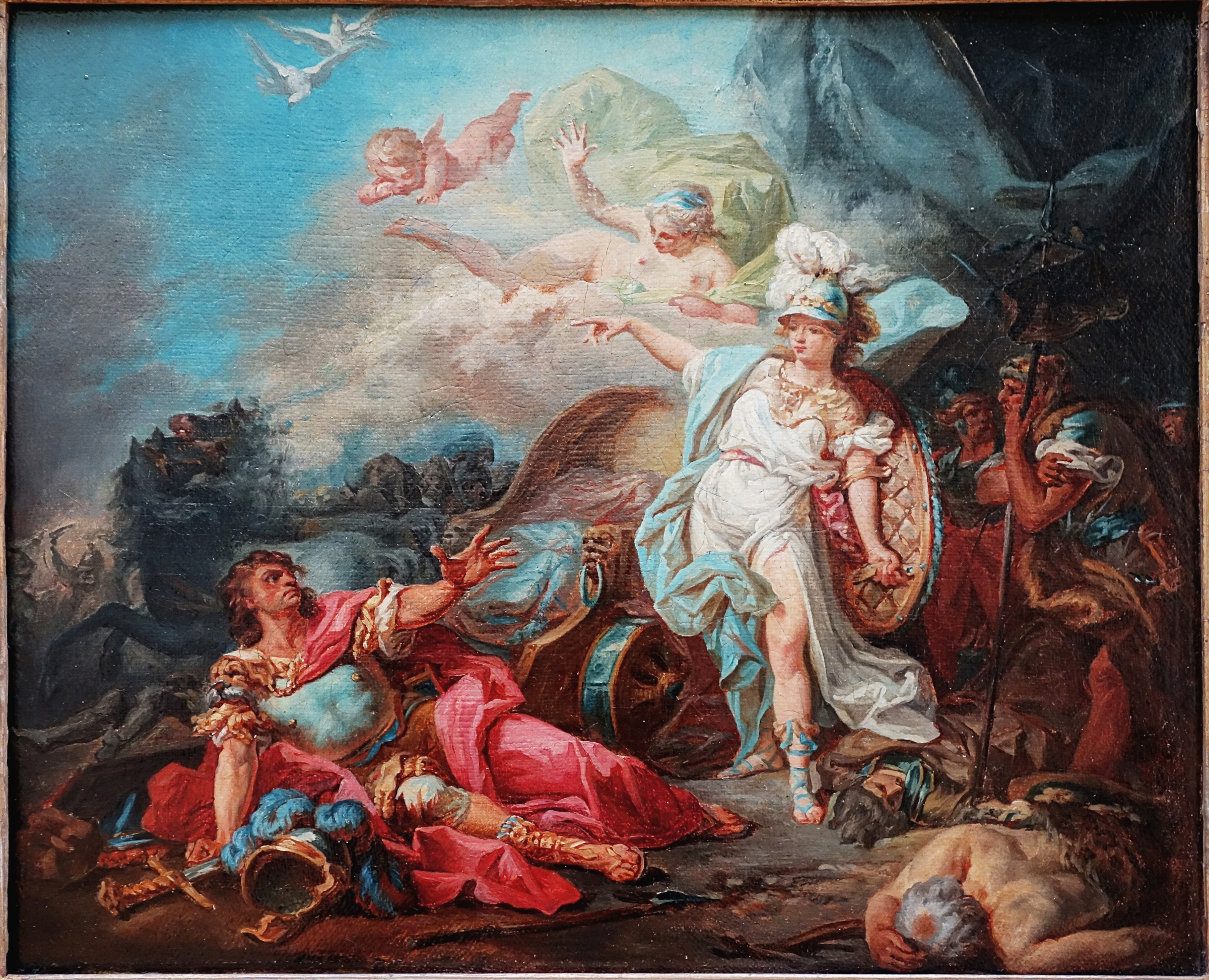
Esquisse conservée au Palais des beaux-arts de Lille

La toile a été réalisée par David pour le concours du Prix de Rome de 1771. Comme les six candidats retenus, David devait peindre en loge pendant dix semaines un tableau original sur un sujet imposé. Homère étant à la mode, le sujet est tiré de  l’Iliade.

## Description
Le tableau illustre le combat inévitable de deux figures guerrières, Minerve et Mars. Si ce dernier a pris le parti de Troie, Minerve en revanche soutient Athènes et ses alliés (Iliade, XXI-382).
Le tableau illustre le moment où Mars a tenté de renverser Minerve, mais celle-ci réussit à l'éviter, et le fait tomber à terre. Surpris, Mars tend le bras, cherche à se redresser, tout en faisant appel à son amante, Vénus, pour l'aider.
Les trois protagonistes s'identifient bien, avec un homme et un groupe de deux femmes.
Dans la composition, le bras gauche de Mars et le visage de Vénus sont alignés sur une des grandes diagonales.
De grands éclats de lumière ressortent de ce brouillard coloré.

« C'est une de ces rixes mythologiques aux motifs obscurs où les dieux s'agressent comme des chiffonniers. Draperies agitées, faciès grimaçants, couleur scrutes[Quoi ?]: c'est un pastiche de Boucher revu par Doyen. »

Ce jugement contemporain rejoint le jugement généralement porté sur cette œuvre jugée trop rococo, style dont le règne s'achève selon les pays d'Europe entre 1760 et 1770, et qui innove pourtant par la très large palette de couleurs.

## Contexte
David n'obtint pas le Prix qui fut attribué à Suvée, et le Combat de Mars contre Minerve fut durement critiqué par Vien qui aurait empêché que le prix soit attribué à David. David obtiendra finalement ce Prix à sa quatrième tentative, en 1774 avec la Maladie d'Antiochus. Jacques Louis David éprouva alors un vrai dégoût pour l'académie qu'il jugea comme une institution malhonnête et poussiéreuse.
Il en existe une copie, attribuée elle aussi à David, en huile sur toile, de plus petite taille 28 x 34 cm, exposée au palais des Beaux-Arts de Lille.